# Rosa prattii
Rosa prattii — вид рослин з родини трояндових (Rosaceae); ендемік Китаю.

## Опис
Кущ 1–2.5 метра заввишки. Гілочки пурпурно-коричневі або червоно-коричневі, циліндричні, трохи вигнуті, стрункі; колючки розсіяні, жовті, прямі, до 1 см, іноді змішані з численними щетинами; щетина іноді залозиста. Листки включно з ніжками 5–10 см; прилистки в основному прилягають до ніжки, вільні частини яйцюваті, край залозистий зазубрений, верхівка загострена; остови й ніжки запушені й залозисто-запушені; листочків 7–15, еліптичні або довгасті, 6–20 × 4–10 мм, голі, абаксіально запушені уздовж серединної жилки, адаксіально голі, з увігнутою серединною жилкою, основа майже округла або широко клиноподібна, край пилчастий іноді біля основи цілісні, злегка загнуті, вершина гостра або тупа. Квіток 2–7, у зонтикоподібному щитку, рідко поодинокі, ≈ 2 см у діаметрі. Чашолистків 5, яйцювато-ланцетні. Пелюсток 5, рожеві, широко зворотно-яйцюваті, основа широко клиноподібна, верхівка виїмчаста. Цинародії насичено червоні, яйцюваті або еліпсоїдні, 5–8 мм у діаметрі, з короткою шийкою.

## Поширення
Ендемік Китаю: Ганьсу, Сичуань, Юньнань. Населяє широколистяні та хвойні ліси, чагарники на відкритих схилах; 1900–3000 метрів.